# Racing Club Haïtien
El Racing Club Haïtien es un club de fútbol de Haití, es uno de los clubes más ganadores de su país. El club juega sus partidos de local en el Stade Sylvio Cator en Puerto Príncipe.
Es junto con el Violette AC los únicos clubes de Haití en ganar la Copa de Campeones de la CONCACAF por abandono de parte del Guadalajara mexicano.

## Resultados en competiciones internacionales
Copa de Campeones de la Concacaf: 5 apariciones
- 1963 - Campeón -  Guadalajara se negó a jugar la final.
- 1967 - Fase de grupos
- 1970 - Segunda ronda - se retiró contra  Santos Kingston.
- 1975 - Primera ronda - se retiró contra  Robinhood.
- 1978 - Primera ronda - derrotado por  Pele 2-4 en el resultado global.

Campeonato de Clubes de la CFU: 1 aparición
- 2001 - Fase de grupos

## Palmarés

### Torneos nacionales
- Liga Haitiana (10):

1937/38, 1941, 1946, 1947, 1953/54, 1958, 1969, 2000, 2002-C, 2009-C
- Segunda División de Haití (1):

2009, 2012
- Copa de Haití (0):

finalista 2006, 2013

### Torneos internacionales
- Copa de Campeones de la CONCACAF (1): 1963
- Tournoi Haiti-Jamaique-Etats-Unis (1): 1968